# Dipterokarpuszfélék

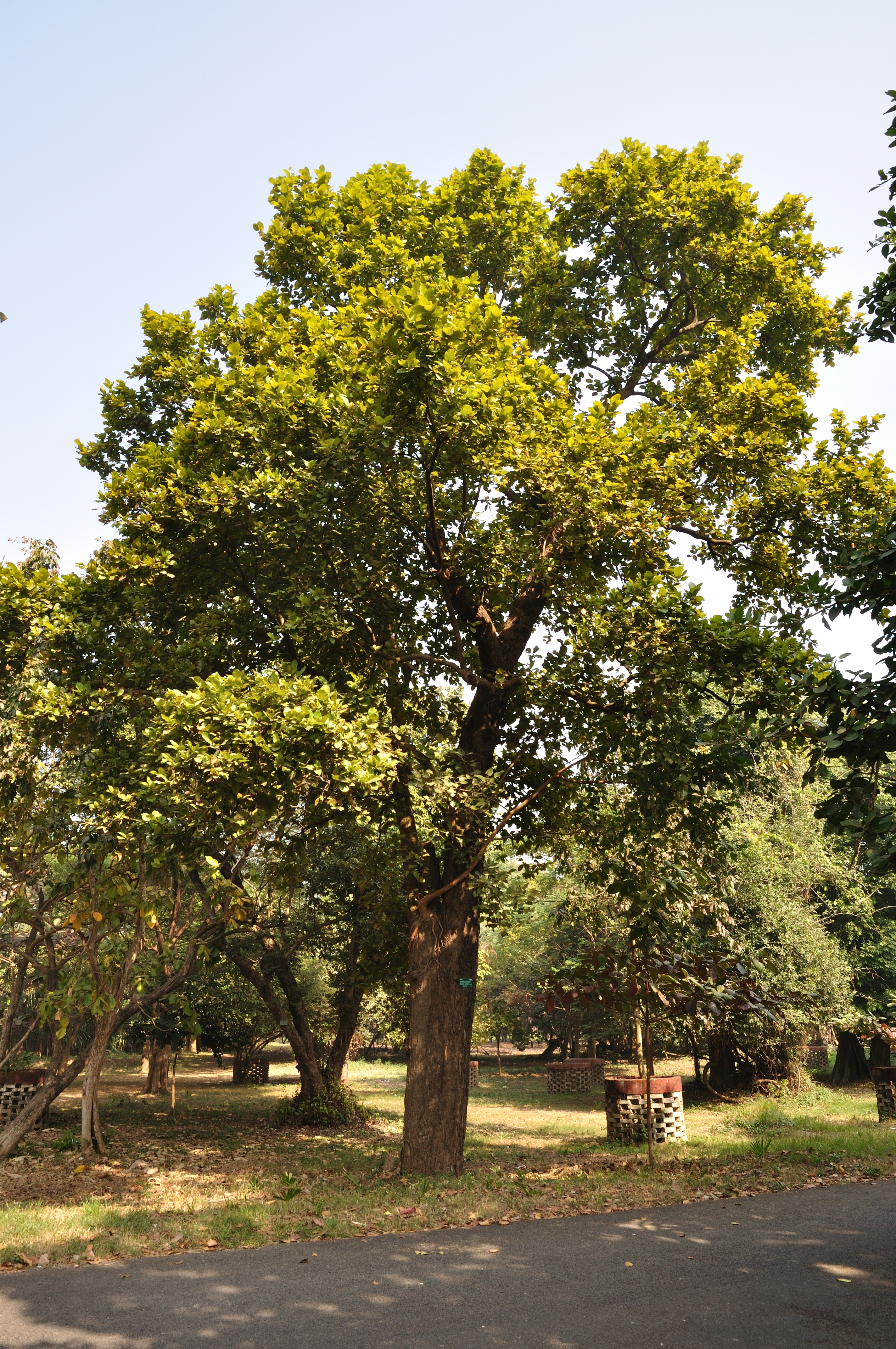
Shorea robusta

A dipterokarpuszfélék (Dipterocarpaceae) a mályvavirágúak (Malvales) rendjének egyik családja.

## Tudnivalók
E család fái a Föld minden trópusi erdeiben megtalálhatók, vagyis az előfordulási területük világ körüli. A következő földrészeken és országokban találhatók meg: Dél-Amerika északi részén, Afrikában, Madagaszkáron, a Seychelle-szigeteken, Indiában, Indokínában, a Fülöp-szigeteken, Indonéziában és Malajziában. A legtöbb fajuk Borneón él.
A dipterokarpuszfélék igen értékesek a nemzetközi faiparban. A faiparon kívül e fákból illóolajokat, balzsamot, különböző gyantákat nyernek ki, melyekből a modern orvostudomány próbál AIDS elleni szereket kinyerni.
Egy nemrég végzett genetikai kutatás azt mutatta, hogy az ázsiai fajoknak és a Madagaszkáron endemikus Sarcolaenaceae-fajoknak közös ősük van. Ez azt jelenti, hogy az ázsiai dipterokarpusz-félék ősei a déli szuperkontinensen, azaz Gondwanán jelentek meg és Indián utazva, eljutottak Ázsiába is, amikor is a szubkontinens nekiütközött a világ legnagyobb kontinensének. A legősibb dipterokarpusz-féle virágport Mianmarban találták és a késő oligocénből származik. A kutatók szerint e család, körülbelül a miocén közepén kezdett fajgazdaggá, azaz változatossá válni. Indiában 52 millió éves, eocén kori borostyánra bukkantak; a vizsgálatok szerint dipterokarpusz-faj gyantájából jöhetett létre.

## Rendszerezés
A családba az alábbi 3 alcsalád és 17 nemzetség tartozik:
- Dipterocarpoideae
  - Anisoptera Korth.
  - Cotylelobium Pierre
  - Dipterocarpus C.F.Gaertn. - típusnemzetség
  - Dryobalanops C.F.Gaertn.
  - Hopea Roxb., nom. cons.
  - Neobalanocarpus (King) P. Ashton
  - Parashorea Kurz
  - Shorea Roxb. ex C.F.Gaertn.
  - Stemonoporus Thwaites
  - Upuna Symington
  - Vateria L.
  - Vateriopsis F.Heim
  - Vatica L.
- Monotoideae
  - Marquesia Gilg
  - Monotes A.DC.
  - Pseudomonotes A.C.Londoño, E.Alvarez & Forero
- Pakaraimaeoideae
  - Pakaraimaea Maguire & P.S.Ashton

## Fordítás
- Ez a szócikk részben vagy egészben  a   Dipterocarpaceae című angol Wikipédia-szócikk ezen változatának fordításán alapul.  Az eredeti cikk szerkesztőit annak laptörténete sorolja fel. Ez a jelzés csupán a megfogalmazás eredetét és a szerzői jogokat jelzi, nem szolgál a cikkben szereplő információk forrásmegjelöléseként.